# Calobates incurva
Calobates incurva är en kvalsterart som först beskrevs av Berlese 1916.  Calobates incurva ingår i släktet Calobates och familjen Oripodidae. Inga underarter finns listade.